# Volker Jelaffke
Volker Jelaffke (* 1948 oder 1949) ist ein ehemaliger deutscher Journalist und Nachrichtensprecher. 

## Karriere
Zwischen 1981 und 1984 präsentierte er als Studioredakteur die 13-Uhr-Ausgabe der ZDF-Nachrichtensendung heute und anschließend bis 1990 deren 19-Uhr-Hauptausgabe. Am 9. November 1989 – dem Tag des Mauerfalls – entschied er zusammen mit Otto Diepholz (an jenem Tag in seiner Funktion als Chef vom Dienst verantwortlicher Schlussredakteur) kurzfristig, Günter Schabowskis legendäre Pressekonferenz noch in der laufenden Sendung zu thematisieren. Die Wochenzeitung Die Zeit charakterisierte Jelaffke im August 1991 als „unwiderstehlich schüchternen, jungmädchenhaft lächelnden Nachrichtenmann“ und nannte sein im Jahr zuvor erfolgtes Ausscheiden aus der Sprechertätigkeit ein „unbegreifliche[s] Verschwinden“. Gleichwohl arbeitete er auch danach noch für das ZDF und berichtete beispielsweise während des Bosnienkrieges als Korrespondent im August 1994 von der Belagerung von Sarajevo.
Im Juni 1985 nahm er an der populären ZDF-Spielshow Dalli Dalli teil, wo er zusammen mit der österreichischen Journalistin Nora Frey ein Zweierteam bildete.